# Saw (phim 2004)
Saw là một bộ phim kinh dị năm 2004 do James Wan đạo diễn. Đây là bộ phim điện ảnh đầu tay của Wan. Kịch bản được viết bởi Leigh Whannell, dựa trên một câu chuyện của Wan và Whannell. Bộ phim có sự tham gia của Cary Elwes, Danny Glover, Monica Potter, Michael Emerson, Ken Leung, Tobin Bell và Leigh Whannell. Trong phim, Elwes và Whannell vào vai hai người lạ mặt tỉnh dậy và nhìn thấy mình bị trói trong một buồng tắm. Không ai trong số họ biết là chuyện gì đã xảy ra hay chuyện gì đang chờ đợi họ. Có một cái xác của 1 người đàn ông nằm dài trên sàn phòng tắm với một cái xác khác không đầu đang ở cùng với họ. Và họ đã nhận ra rằng mình là hai nạn nhân của một tên tâm thần, một tên mà rất thích thú cái trò bắt và giết những người xấu.
Kịch bản được viết vào năm 2001, sau những nỗ lực để có được kịch bản nhưng không thành công, họ buộc phải đi đến Los Angeles. Để thu hút các nhà đầu tư, họ đã quay một bộ phim ngắn có ngân sách thấp cùng tên từ một cảnh ngoài kịch bản. Điều này đã thành công trong năm 2003 khi các nhà sản xuất từ Evolution Entertainment đã ngay lập tức hợp tác và cũng thành lập một hãng sản xuất phim kinh dị Twisted Pictures.
Bộ phim Saw lần đầu tiên được chiếu vào ngày 19 tháng 1 năm 2004. Lionsgate đã giành quyền và phát hành bộ phim tại Hoa Kỳ và Canada vào ngày 29 tháng 10 năm 2004. Các phản ứng phê bình nói chung là đều trái ngược nhau, nhưng bộ phim đã đạt được một sự sùng bái. Với ngân sách thấp, Saw thực hiện rất tốt tại phòng vé, thu về hơn 100 triệu đô la trên toàn thế giới và trở thành một trong những bộ phim kinh dị có lợi nhuận nhất kể từ bộ phim Scream. Thành công của bộ phim đã cho ra đời phần tiếp theo Saw II ngay sau ngày khai mạc của Saw, được phát hành vào tháng 10 sau đó.
Bộ phim đã được Lionsgate phát hành lại vào ngày 31 tháng 10 năm 2014 để kỷ niệm 10 năm.

## Nội dung
Adam, một nhiếp ảnh gia, thức dậy trong một bồn tắm trong một căn phòng lớn bị đổ nát, và thấy mình bị xích vào mắt cá chân. Lawrence Gordon, một bác sĩ chuyên khoa về ung bướu, cũng bị xích nhau trong phòng, và giữa họ là một xác chết tay cầm khẩu súng lục và máy ghi âm. Mỗi người có một cuộn băng trong túi, và Adam lấy được máy ghi âm. Băng của Adam nói anh ta tìm cách thoát khỏi phòng tắm, trong khi băng của Lawrence bảo anh ta giết Adam vào lúc sáu giờ sáng, nếu không vợ và con gái anh ta sẽ bị giết và anh ta sẽ cũng chết. Adam tìm thấy một cái túi chứa hai cưa sắt nằm trong một bồn vệ sinh; họ cố gắng để cắt dây xích, nhưng Adam không cắt được và anh ném nó vào gương trong thất vọng, nhưng có một camera ẩn phía sau tấm gương. Lawrence nhận ra rằng các cưa sắt không làm gì được với dây xích, mà là chân của họ và xác định kẻ bắt cóc của họ là sát nhân Jigsaw, người mà Lawrence biết bởi vì anh ta là một nghi phạm cách đây 5 tháng.
Kí ức lại cho thấy rằng trong khi Lawrence đang thảo luận về ung thư não giai đoạn cuối của một bệnh nhân, được biết là John Kramer bởi một người có tên Zep Hindle, cùng với các sinh viên y khoa của mình, ông đã được thám tử David Tapp và Steven Sing tìm đến, người đã tìm thấy dấu vết của anh ta tại hiện trường "trò chơi" của Jigsaw, trong đó có ít nhất ba người điều tra. Luật sư của Lawrence đã bác bỏ anh ta, nhưng anh miễn cưỡng đồng ý xem lời khai của người sống sót duy nhất được biết đến, một người nghiện heroin tên là Amanda Young, người tin rằng Jigsaw đã giúp cô làm lại cuộc đời bằng "bẫy gấu đảo ngược".
Trong khi đó, Alison và Diana Gordon là vợ con của Lawrence đang bị Zep bắt giam trong nhà của họ, người đang theo dõi Adam và Lawrence qua máy ảnh phía sau gương hai chiều trong phòng tắm.Trong lúc đó Tapp đang theo dõi ngôi nhà, người đã được đưa ra khỏi lực lượng. Sự hồi tưởng của Tapp cho thấy ông đã bị ám ảnh bởi vụ án Jigsaw sau khi nghe lời khai của Amanda và cuối cùng tìm thấy kho hàng của Jigsaw được chiếu trên băng video từ trò chơi của cô. Anh và Sing bước vào nhà kho, nơi họ bắt giữ Jigsaw và cứu một người đàn ông khỏi cái bẫy khoan, nhưng Jigsaw đã trốn thoát sau khi lấy con dao chém một nhát vào cổ họng Tapp, và Sing đã bị giết bởi những khẩu súng được treo trên trần nhà trong khi theo đuổi anh ta. Nghi Lawrence là Jigsaw, Tapp đã bắt đầu theo dõi anh ta sau khi xuất viện.
Trong phòng tắm, Lawrence tìm thấy một hộp chứa một cái bật lửa, hai điếu thuốc và một chiếc điện thoại một chiều. Anh ta nhớ lại vụ bắt cóc của anh ta: anh ta đã cố gắng sử dụng điện thoại của mình sau khi bị mắc kẹt trong một gara để xe và đột nhiên bị tấn công bởi một người đeo mặt nạ hình con lợn. Họ giả vờ sử dụng thuốc lá nhúng vào trong máu của xác chết, thực ra là cyanide, để giả vờ là Adam chết, nhưng kế hoạch thất bại khi Adam bị phóng điện.Sau đó Adam nhớ lại vụ bắt cóc của mình: anh ta đang ở trong phòng của anh ta. Khi cúp điện, anh ra ngoài và đã bị một con người đeo mặt nạ tương tự tấn công. Trong lúc đó, Alison gọi Lawrence và bảo anh ta đừng tin Adam, người thừa nhận anh ta đã được trả tiền để chụp ảnh Lawrence, những bức ảnh được cất trong túi cưa sắt. Adam cũng tiết lộ về vụ việc Lawrence ngoại tình với một trong những sinh viên y khoa của mình; Lawrence đã ở bên cô ta trước khi bị bắt cóc. Lawrence nhận ra những lời mô tả của Adam và cho rằng Tapp đã trả anh ta để chụp Lawrence. Adam tìm thấy một bức ảnh mà anh ta không chụp, một người đàn ông nhìn chằm chằm vào cửa sổ của căn nhà của Lawrence, người mà Lawrence đã nhận diện là Zep. Thật không may, đồng hồ sau đó chỉ 6 giờ sáng khi ông nhận ra điều này.
Trong khi đó Alison đã thoát được, cô gọi Lawrence lại một lần nữa nhưng Zep đã đánh cô và tranh giành khẩu súng. Cuộc đấu tranh rất dữ dội và Tapp biết được, ông cứu được Alison và Diana và đuổi theo Zep tới cống rãnh, nơi mà anh ta bị bắn vào ngực trong suốt chiến đấu. Lawrence, chỉ nghe được tiếng súng và tiếng la hét, cũng bị điện giật và không với được điện thoại; trong tuyệt vọng, anh ta cưa chân của mình, lấy khẩu súng và bắn Adam nhưng chỉ bắn vào vai của Adam. Zep đi vào phòng tắm để giết Lawrence, nói rằng "Đó là quy tắc", nhưng Adam bất ngờ tỉnh dậy và đã đập Zep bằng cái vỏ vệ sinh. Khi Lawrence bò ra khỏi phòng để tìm sự giúp đỡ, Adam tìm kiếm chìa khóa trong áo của Zep và tìm thấy một máy ghi âm khác, cho thấy Zep là một nạn nhân khác, theo các quy tắc của trò chơi của mình để lấy thuốc giải độc cho một chất độc hoạt động chậm trong cơ thể anh ấy. Khi băng kết thúc, "xác chết" là ông John tỉnh dậy và được tiết lộ là bệnh nhân của Lawrence, John, kẻ giết người thực sự - Jigsaw. Anh ta tiết lộ chìa khóa chuỗi xích của Adam nằm trong bồn tắm mà lúc anh tỉnh dậy, đã bị lọt vào lỗ. Adam cố gắng bắn John với khẩu súng của Zep, nhưng John kích hoạt một điều khiển điện giật Adam. John tắt đèn, nói rằng: " Nhiều người đã không biết trân trọng để sống, nhưng không phải cậu, không bao giờ ", Adam hét lên trong sợ hãi và John nói:"Game Over (Trò chơi kết thúc)" và đóng cửa lại, để anh chết. Sau khi bị nhốt lại, thì thực chất Adam vẫn còn sống. Nhưng kì lạ thay, anh đã chết vì Amanda, cộng sự của John (sẽ giải thich trong Saw II), đã bịt kín không cho Adam thở bằng túi ni-lông.

## Nhân vật
- Leigh Whannell vai Adam Stanheight
- Cary Elwes vai Dr. Lawrence Gordon
- Danny Glover vai David Tapp

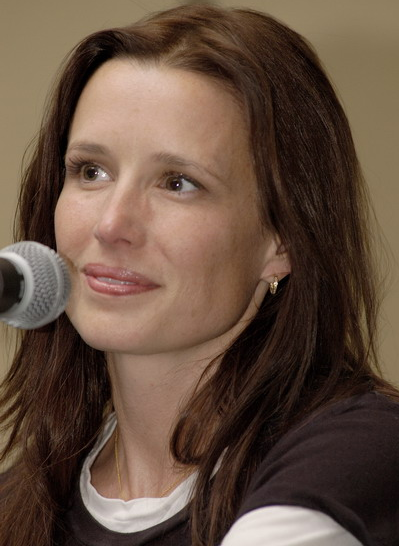
Phải mất một ngày để quay cảnh Shawnee Smith bị bắn, mà Wan mô tả là "đánh thuế thân thể".

- Ken Leung vai Detective Steven Sing
- Dina Meyer vai Allison Kerry
- Mike Butters vai Paul Leahy
- Paul Gutrecht vai Mark Wilson
- Michael Emerson vai Zep Hindle
- Benito Martinez vai Brett
- Shawnee Smith vai Amanda Young
- Makenzie Vega vai Diana Gordon
- Monica Potter vai Alison Gordon
- Ned Bellamy vai Jeff Ridenhour
- Alexandra Bokyun Chun vai Carla
- Tobin Bell vai John Kramer
- Oren Koules vai Donnie Greco

## Sản xuất

### Sản xuất và kịch bản

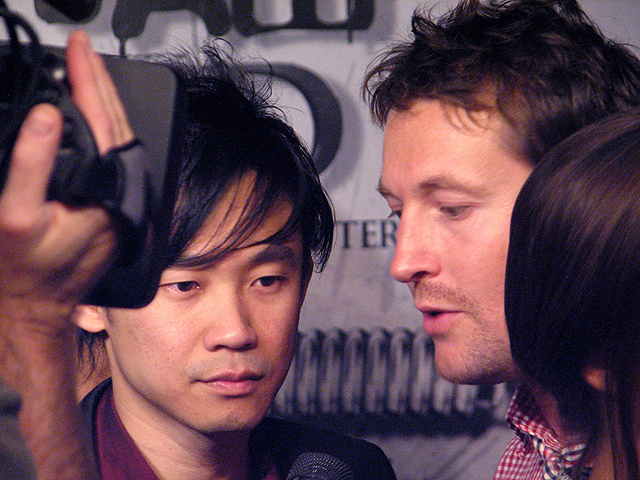
Wan (trái) và Whannell (phải).

Sau khi hoàn thành bộ phim, đạo diễn người Úc James Wan và Leigh Whannell muốn viết kịch bản và tài trợ cho bộ phim. Cảm hứng của họ là sau khi xem bộ phim độc lập với ngân sách thấp The Blair Witch Project. Một bộ phim khác đã truyền cảm hứng cho họ để tự tài trợ bộ phim là Pi của Darren Aronofsky. Hai người nghĩ rằng kịch bản rẻ nhất để quay sẽ liên quan đến hai diễn viên trong một căn phòng. Whannell nói "Vì vậy, tôi thực sự nghĩ rằng những hạn chế của chúng tôi đã có trong tài khoản ngân hàng của chúng tôi vào thời điểm đó, thực tế là chúng tôi muốn giữ lại bộ phim, giúp chúng tôi đưa ra những ý tưởng trong bộ phim". Một ý tưởng toàn bộ bộ phim với hai diễn viên mắc kẹt trong một thang máy và bị bắn trong quan điểm của các camera an ninh.
Wan đã đưa ra ý tưởng cho Whannell là hai người đàn ông bị giam giữ bên trong một phòng tắm với một xác chết ở giữa sàn nhà và họ đang cố gắng tìm ra lý do tại sao và làm thế nào để họ có mặt ở đó. Vào cuối phim, họ nhận ra rằng người nằm trên sàn nhà không chết và anh ta là lý do họ bị nhốt trong phòng. Whannell ban đầu đã không cho Wan hào hứng với cái mà anh đang tìm kiếm. "Tôi sẽ không bao giờ quên ngày hôm đó, tôi nhớ treo điện thoại lên và bắt đầu vượt qua nó trong đầu, và trong một khoảng thời gian dài ngắn, tôi đã mở nhật ký của mình và đã viết từ "Saw" ".Trước khi ngay lập tức viết chữ "Saw" bằng một phông chữ màu đỏ máu, nhỏ giọt, hai người đã không đề cập đến tiêu đề. Whannell nói: "Đó là một trong những khoảnh khắc đó khiến tôi nhận ra được rằng một số thứ thực sự là có ý nghĩa. Một số điều chỉ chờ đợi ở đó để được phát hiện"
Nhân vật của Jigsaw đã không đề cập đến cho đến khi vài tháng sau, khi Whannell làm việc tại một công ty, anh không hài lòng và bắt đầu bị chứng đau nửa đầu. Nghi rằng đó là một khối u não , anh đã đi đến một bác sĩ thần kinh để chụp MRI và trong khi ngồi căng thẳng trong phòng chờ đợi, anh nghĩ, "Chuyện gì xảy ra nếu bạn được thông báo rằng bạn có khối u và sắp chết sớm, bạn đã phản ứng như thế nào? " anh tưởng tượng nhân vật Jigsaw được trao một hoặc hai năm để sống và kết hợp với ý tưởng Jigsaw đưa người khác vào một phiên bản thực sự của tình huống, nhưng chỉ cho họ một vài phút để lựa chọn số phận của họ.
Wan không có ý định làm một bộ phim "tra tấn khiêu dâm" vì kịch bản chỉ có một đoạn ngắn là "tra tấn". Anh nói bộ phim "chơi như một bộ phim kinh dị bí ẩn." Chỉ đến khi những phần tiếp theo mà cốt truyện tập trung nhiều hơn vào những cảnh tra tấn.

### Kinh phí
Whannell và Wan ban đầu đã có 30.000 đô la để chi cho bộ phim, nhưng khi kịch bản phát triển thì rõ ràng là họ cần có nhiều quỹ hơn. Kịch bản được nhà sản xuất ở Sydney lựa chọn trong một năm nhưng thỏa thuận cuối cùng đã thất bại. Sau những nỗ lực khác thất bại trong việc đưa kịch bản được sản xuất tại Úc từ năm 2001 đến năm 2002, tác giả văn học Ken Greenblat đã đọc kịch bản và đề nghị họ đi đến Los Angeles, nơi mà họ sẽ có cơ hội tìm kiếm một studio quan tâm lớn hơn. Wan và Whannell ban đầu từ chối, do thiếu tiền đi lại nhưng đại lý của họ, Stacey Testro đã thuyết phục họ đi. Để giúp các hãng phim quan tâm đến kịch bản, Whannell đã cung cấp 5.000 đô la Mỹ để thực hiện một bộ phim ngắn dài 7 phút dựa trên cảnh bẫy gấu của kịch bản, mà họ nghĩ sẽ chứng minh hiệu quả nhất. Whannell vai David, người đàn ông bị đặt bẫy gấu trên đầu và phải tìm cách để tự cứu mình. Làm việc tại Tổng công ty Broadcasting ở Úc, Whannell và Wan cho biết những người quay phim sẵn sàng cung cấp hỗ trợ kỹ thuật cho việc này.
—Leigh Whannell (người viết kịch bản) nói về cảm xúc của mình về bộ phim được dán nhãn là "tra tấn khiêu dâm"
Wan đã quay phim ngắn cùng tên bằng máy ảnh 16mm trong vòng hai ngày và chuyển cảnh quay sang đĩa DVD để gửi đính kèm. Còn Whannell muốn đóng vai chính trong phim. Đoạn kết thúc đã cho thấy Wan và Whannell là "nhóm diễn viên giám đốc" chứ không chỉ muốn bán kịch bản. Wan nói, "Leigh và tôi rất yêu dự án này và chúng tôi muốn có một nghề làm phim để chúng tôi lấy khẩu súng của chúng tôi và nói," Các bạn, nếu bạn muốn dự án này, chúng tôi sẽ lên tàu - Leigh phải hành động trong đó và tôi phải chỉ đạo nó.
Vào đầu năm 2003, tại Los Angeles và trước khi gặp nhà sản xuất Gregg Hoffman, bạn của Hoffman đã kéo anh vào văn phòng của anh và cho anh thấy đoạn phim ngắn. Hoffman nói, "Khoảng hai hay ba phút sau đó, hàm của tôi rơi xuống sàn." Anh nhanh chóng trình bày ngắn gọn và kịch bản cho các đối tác Mark Burg và Oren Koules của Evolution Entertainment. Họ sau đó đã thành lập Twisted Pictures như là một hãng sản xuất thể loại kinh dị. Các nhà sản xuất đọc kịch bản trong đêm đó và hai ngày sau đó đã đưa ra kiểm soát sáng tạo Wan và Whannell và 25% lợi nhuận ròng. Mặc dù Wan và Whannell đã nhận được những lời đề nghị tốt hơn từ những hãng phim như DreamWorks và Gold Circle Films, nhưng họ không muốn có cơ hội chỉ đạo của Wan và không để Whannell đóng vai chính. Để tài trợ cho bộ phim, Hoffman, Burg và Koules đã đưa ra khoản thế chấp thứ hai tại trụ sở Highland Avenue. Saw đã được cấp ngân sách sản xuất từ 1 triệu đến 1,2 triệu đô la.

### Tìm diễn viên
Elwes đã nhận được bộ phim ngắn trên đĩa DVD và ngay lập tức trở nên quan tâm đến bộ phim. Anh đọc kịch bản trong một lần ngồi và được lôi cuốn bởi "tính độc đáo" của câu chuyện. Để chuẩn bị cho vai của mình là một bác sĩ chuyên khoa về ung bướu, ông đã gặp bác sĩ tại khoa giải phẫu thần kinh UCLA.
Smith, người không phải là một fan hâm mộ kinh dị, ban đầu cô đã từ chối vai diễn, gọi kịch bản là "khủng khiếp". Tuy nhiên, sau khi xem một đoạn ngắn, cô đã đồng ý với vai diễn này, đó là nhân vật mà Whannell đã đóng trong phim ngắn cùng tên.
Về phần nhân vật của Jigsaw, Bell nói - "Tôi đã nhận vai Saw vì tôi nghĩ rằng đó là một nhân vật rất thú vị cho bộ phim. Mọi người bị khóa trong một căn phòng, với tôi, điều đó rất lạ. Tôi đã không đoán được kết thúc khi tôi đọc kịch bản, vì vậy tôi khá ngạc nhiên và rõ ràng với tôi rằng nếu các nhà làm phim quay cảnh tốt, khán giả sẽ bị bất ngờ vì bộ phim rất đáng để làm trong giây phút đó. "

### Quay phim và quá trình sản xuất
Với kinh phí là 700.000 USD, Saw đã bắt đầu được quay vào ngày 22 tháng 9 năm 2003 at Lacy Street Production Facility in Los Angeles for 18 days. tại Nhà máy Sản xuất Lacy Street ở Los Angeles trong 18 ngày. Phòng tắm là nơi duy nhất được xây dựng. Danny Glover hoàn thành cảnh của mình trong hai ngày. Do lịch quay phim quá chặt chẽ, Wan không thể nào quay được nhiều hơn một cặp diễn viên. "Đó là một cuộc đấu tranh thực sự khó khăn với tôi. Mỗi ngày, tôi đã chiến đấu để có được những cảnh quay mà tôi đã không nhận được. Tôi đã có khát vọng cao, nhưng chỉ có rất nhiều cách bạn có thể làm. Tôi muốn làm phim theo kiểu Hitchcockian, nhưng kiểu đó cần có thời gian để xếp đặt và cứ thế như vậy, "Wan nói về lịch trình quay rất ngắn. Anh nói phong cách thay vì kết thúc là "vì thiếu thời gian và tiền bạc mà chúng tôi phải quay phim một cách cương quyết và táo bạo hơn" và cuối cùng nó đã trở thành thẩm mỹ của bộ phim.
Trong quá trình sản xuất, Wan cảm thấy anh không quay đủ hoặc phải làm việc một mình vì cơ bản anh đã quay thử. Có rất nhiều thiếu sót trong phim, anh và biên tập viên Kevin Greutert đã quay thêm nhiều cảnh để nối chúng với nhau trong quá trình chỉnh sửa; chẳng hạn như quay phim trông giống như camera giám sát và sử dụng ảnh tĩnh. Chúng tôi đã làm rất nhiều thứ để lấp đầy những khoảng trống trong phim. Bất cứ thứ gì chúng tôi cắt bớt vào các tờ báo và những thứ đó cũng tương tự như vậy, hoặc chúng tôi cắt thành các cảnh camera giám sát, hoặc chúng tôi cắt ngang để nhiếp ảnh gia còn sống trong bộ phim, mà bây giờ mọi người nói, "Wow, đó là một cách làm việc mới mẻ của việc làm phim ', chúng tôi thực sự đã làm điều đó vì sự cần thiết để lấp đầy khoảng trống mà chúng tôi đã không nhận được trong quá trình quay phim, " anh giải thích.

### Nhạc phim
Nhạc nền chủ yếu được sáng tác bởi Charlie Clouser, anh mất sáu tuần để hoàn thành. OCác bài hát khác được thực hiện bởi Front Line Assembly, Fear Factory, Enemy, Pitbull Daycare và Psycho Pumps. Ca khúc của Megadeth "Die Dead Enough" ban đầu được cho vào phim, nhưng không được sử dụng vì những lý do không được tiết lộ.
Nhạc nền được phát hành vào ngày 5 tháng 10 năm 2004 bởi Koch Records. Johnny Loftus của Allmusic đã cho nó ba trong số năm sao. Ông đặc biệt thích "Cigarette"; "Hello, Adam"; và "F**k This S*!t," nhận xét rằng họ "pha trộn những âm thanh lạnh với bộ gõ khắc nghiệt và vết thương sâu."
| Saw Original Motion Picture Soundtrack | Saw Original Motion Picture Soundtrack | Saw Original Motion Picture Soundtrack                   | Saw Original Motion Picture Soundtrack | Saw Original Motion Picture Soundtrack |
| STT                                    | Nhan đề                                | Sáng tác                                                 | Artist                                 | Thời lượng                             |
| -------------------------------------- | -------------------------------------- | -------------------------------------------------------- | -------------------------------------- | -------------------------------------- |
| 1.                                     | "Sturm"                                | Rhys Fulber Bill Leeb                                    | Front Line Assembly                    | 6:07                                   |
| 2.                                     | "Hello, Adam"                          | Charlie Clouser                                          | Clouser                                | 3:57                                   |
| 3.                                     | "Bite the Hand That Bleeds"            | Burton C. Bell Fear Factory Raymond Herrera Olde Wolbers | Fear Factory                           | 4:01                                   |
| 4.                                     | "Last I Heard..."                      | Clouser                                                  | Clouser                                | 4:40                                   |
| 5.                                     | "Action"                               | Jason Slater Troy Van Leeuwen                            | Enemy                                  | 3:43                                   |
| 6.                                     | "Reverse Beartrap"                     | Clouser                                                  | Clouser                                | 4:47                                   |
| 7.                                     | "You Make Me Feel So Dead"             | Stephen Ladd Bishop Charles Todd Conally Don Van Stavern | Pitbull Daycare                        | 3:49                                   |
| 8.                                     | "X Marks the Spot"                     | Clouser                                                  | Clouser                                | 4:34                                   |
| 9.                                     | "Wonderful World"                      | Flemming Norre Larsen Jesper Schmidt                     | Psycho Pumps                           | 5:00                                   |
| 10.                                    | "Cigarette"                            | Clouser                                                  | Clouser                                | 3:07                                   |
| 11.                                    | "We're Out of Time"                    | Clouser                                                  | Clouser                                | 3:48                                   |
| 12.                                    | "F**k This S*!t"                       | Clouser                                                  | Clouser                                | 4:09                                   |
| 13.                                    | "Hello Zepp"                           | Clouser                                                  | Clouser                                | 3:00                                   |
| 14.                                    | "Zepp Overture"                        | Clouser                                                  | Clouser                                | 2:38                                   |
| Tổng thời lượng:                       | Tổng thời lượng:                       | Tổng thời lượng:                                         | Tổng thời lượng:                       | 57:29                                  |

## Phát hành
Lionsgate đã chọn quyền phân phối trên toàn thế giới của Saw tại Liên hoan phim Sundance trước khi bộ phim được công chiếu vào ngày 19 tháng 1 năm 2004. Ở đó nó được chiếu trong ba đêm với những phản ứng tích cực. Bộ phim kết thúc tại Liên hoan phim quốc tế Toronto vào ngày 18 tháng 9 năm 2004. Lionsgate ban đầu lên kế hoạch phát hành bộ phim trực tiếp, nhưng do phản ứng tích cực ở Sundance, họ đã chọn phát hành nó vào đêm Halloween. Nó được phát hành vào ngày 1 tháng 10 năm 2004 tại Vương quốc Anh, ngày 29 tháng 10 năm 2004 tại Hoa Kỳ và ngày 2 tháng 12 năm 2004 tại Úc. Bộ phim ban đầu được xếp hạng NC-17 (Cấm trẻ em dưới 17 tuổi) bởi Hiệp hội Điện ảnh Hoa Kỳ, sau khi được chỉnh sửa lại, phim được xếp hạng R. Lionsgate đã tổ chức chương trình "Give Til It Hurts" hàng năm đầu tiên dành cho Hội Chữ thập đỏ và thu thập được 4.249 pint máu.

### Tái bản lần thứ mười
Vào ngày 31 tháng 10 năm 2014, để vinh danh lễ kỷ niệm lần thứ 10 của bộ phim, Saw đã được công chiếu tại rạp trong một tuần.
Bản phát hành chỉ kiếm được 650.051 đô la trong tuần đầu tiên mở cửa và là lần phát hành mở rộng thứ ba thấp nhất. Vào cuối thời gian phát hành, bản phát hành đã thu về 815.324 đô la, đưa tổng doanh thu nội địa của phim lên 56.000.369 đô la.

### Phương tiện
Phiên bản sân khấu của bộ phim được phát hành trên VHS và DVD vào ngày 15 tháng 2 năm 2005 tại Hoa Kỳ. Sau tuần đầu tiên, nó đã kiếm được 9,4 triệu đô la ở DVD và 1,7 triệu đô la ở VHS. Trong tuần thứ hai, nó kiếm được ở DVD với 6,8 triệu đô la, với tổng số 16,27 triệu đô la hai tuần. Nó giảm xuống vị trí thứ ba trong VHS với 1,09 triệu đô la, với tổng số 2,83 triệu đô la hai tuần. Bộ phim tiếp tục bán hơn 70 triệu USD video và DVD. Một bản "Uncut Edition" hai đĩa được phát hành vào ngày 18 tháng 10 năm 2005 để gắn liền với việc phát hành Saw II. Bộ phim ngắn, cũng mang tên Saw, được đưa vào đĩa DVD. ộ phim sau đó được bao gồm trong một bộ đóng hộp với tất cả sáu phần tiếp theo mang tên Saw: The Complete Movie Collection, được phát hành vào tháng 9 năm 2014 cho lễ kỷ niệm lần thứ mười của bộ phim. Bộ này chứa các phiên bản chưa được xếp hạng của tất cả bảy bộ phim, mặc dù nó thiếu bất kỳ đặc điểm đặc biệt nào từ các bản phát hành trước.

#### Full Disclosure Report
Full Disclosure Report là một bộ phim tài liệu châm biếm năm 2005 trong loạt phim Saw, diễn ra giữa các sự kiện của Saw và Saw II, khoảng một năm sau khi bắt đầu vụ giết người Jigsaw, sau nhà truyền hình Rich Skidmore khi ông bình luận về vụ giết người và cảnh sát làm việc trong trường hợp chưa được giải quyết.. Donnie Wahlberg vai thám tử Eric Matthews trước khi xuất hiện trong Saw II.

## Phản hồi

### Doanh thu
Saw đạt ở vị trí thứ 3 vào cuối tuần Halloween năm 2004 ở 2.315 rạp và thu về 18,2 triệu USD, sau Ray (20 triệu USD) và The Grudge (21,8 triệu USD). Theo cuộc thăm dò ý kiến của Lionsgate, 60% khán giả nam chủ yếu dưới 25 tuổi. Saw cũng đã trở thành bộ phim mở màn tốt thứ hai của Lionsgate, sau khi đạt mức 23,9 triệu USD của Fahrenheit 9/11 (2004). Vào cuối tuần thứ hai, có thêm 152 rạp chiếu phim, nâng tổng số rạp lên 2.467. Nó giảm xuống vị trí thứ 4, kiếm được 11 triệu đô la, giảm 39% so với ngày mở cửa cuối tuần.
Saw đã chiếu tại Vương quốc Anh với 2,2 triệu đô la trong 301 rạp, thu về tổng cộng 12,3 triệu đô la trong bảy tuần. Tại Úc, nó đã chiếu tại 161 rạp với 1,2 triệu đô la và tổng cộng lên tới 3,1 triệu đô la trong sáu tuần. Tại Ý, bộ phim khai mạc vào ngày 14 tháng 1 năm 2005 ở 267 rạp chiếu phim với 1,7 triệu đô la và thu về 6,4 triệu đô la trong sáu tuần. Saw đã thu về 1,5 triệu đô la tại 187 rạp vào ngày 16 tháng 3 năm 2005 và kiếm được 3,1 triệu USD vào cuối bốn tuần. Saw đạt tổng doanh thu 55,1 triệu USD tại Hoa Kỳ và Canada và 47,9 triệu USD ở các thị trường khác với tổng số 103 triệu USD trên toàn thế giới. Đây là bộ phim có doanh thu thấp thứ hai trong loạt phim Saw chỉ sau Saw IV Vào thời điểm đó, nó trở thành bộ phim kinh dị nhất chỉ sau Scream (1996).
| Ngày phát hành (Hoa Kỳ) | Ngân sách (ước tính) | Tổng doanh thu phòng vé | Tổng doanh thu phòng vé | Tổng doanh thu phòng vé |
| Ngày phát hành (Hoa Kỳ) | Ngân sách (ước tính) | Bắc Mỹ                  | Nước khác               | Toàn cầu                |
| ----------------------- | -------------------- | ----------------------- | ----------------------- | ----------------------- |
| 29 tháng 10 năm 2004    | $1,200,00            | $55,185,045             | $47,911,300             | $103,096,345            |